# Shania Twain
Shania Twain, OC (nascida Eilleen Regina Edwards; Windsor, 28 de agosto de 1965) é uma cantora e compositora canadense de música country e pop. Com 100 milhões de cópias vendidas no mundo todo, tornou-se a mais bem sucedida cantora na história da música country e uma das bem sucedidas artistas de todos os tempos. Seu sucesso lhe garantiu vários títulos incluindo "Primeira-dama do Country e "Rainha do Country Pop".
Iniciou sua carreira musical profissional no início da década de 1990, quando assinou o contrato com a gravadora Mercury Records lançando seu primeiro álbum intitulado Shania Twain em 1993, subiu à fama com o álbum de 1995 "The Woman in Me" e obteve reconhecimento mundial com o álbum de 1997, Come on Over, que vendeu mais de 40 milhões de cópias e foi reconhecido pelo Guinness World Records como álbum mais vendido por uma artista feminina em todos os tempos. É também o oitavo álbum mais vendido do mundo de todos os tempos, o álbum mais vendido por um artista canadense e o álbum country mais vendido da história. Come On Over produziu vários sucessos, incluído: "You're Still the One", "From This Moment On" e "Man! I Feel Like a Woman!" e lhe rendeu quatro prêmios Grammy. O seu quarto álbum de estúdio intitulado Up! foi lançado em 2002, sendo mais um sucesso com mais de 10 milhões de cópias vendidas.
Após lançar seu álbum Greatest Hits em 2004, Shania entrou em um hiato, revelando anos depois que foi diagnosticada com doença de Lyme e disfonia. Em 2011, lançou um documentário, intitulado Why Not? with Shania Twain. Em maio do mesmo ano, lançou a sua autobiografia  intitulada From This Moment On, tendo entrado para a lista de best-sellers do New York Times. Ela voltou aos palcos em dezembro de 2012, com uma residência em Las Vegas no Caesars Palace, a Shania: Still the One, que durou até 2014.  Em 2015, voltou para a estrada com a turnê, a Rock This Country Tour. Em 2017, Twain lançou seu quinto álbum de estúdio, Now, seu primeiro em 15 anos, e embarcou na Shania Now Tour em 2018. Em 2019, ela começou sua segunda residência em Las Vegas, Let's Go!, no Zappos Theatrer. Seu sexto álbum, Queen of Me, foi lançado em 2023, e ela embarcou na Queen of Me Tour no mesmo ano.
Indicada para 18 prémios Grammy, sendo vencedora de cinco, Shania também obteve  sucesso como compositora, tendo ganho 39 prémios BMI Songwriter. Ela é a única mulher que possui três discos de Diamante consecutivos certificado pela RIAA, e três álbuns certificados de diamante duplo pela Music Canada. Está entre as artistas que mais venderam discos em todos os tempos. Em homenagem à sua carreira, ela recebeu uma estrela na Calçada da Fama de Hollywood e na Calçada da Fama do Canadá. De acordo com a Billboard Boxscore, ela é a artista country feminina de maior bilheteria, com US$ 421,1 milhões em suas turnês de shows.

## Biografia

### Infância e início de carreira
Eilleen Regina Edwards nasceu a 28 de agosto de 1965, em Ontário no Canadá. O nome Eilleen veio da sua avó materna irlandesa, Eileen Morrison, e Regina de sua avó paterna, Regina Edwards. Shania ainda era bebê quando o seu pai biológico, Clarence Edwards, abandonou a família. A mãe, Sharon queria recomeçar, então fez as malas de Shania e de sua irmã mais velha e viajou até Timmins em Ontário, onde conheceu e se casou com Jerry Twain, um índio Ojibway. Foi assim que Shania ficou com o sobrenome Twain. Sua família passava por dificuldades financeiras e muitas vezes faltava comida, pois Jerry recusava receber ajuda do governo. Ela também mencionou em seu livro que usava sacos de pão nos pés quando a família não tinha dinheiro para comprar calçado apropriado para o inverno. O casamento de sua mãe era tempestuoso, e desde jovem ela testemunhou violência entre eles e sua mãe lutando contra crises de depressão.
Desde pequena, Shania foi apaixonada por música e gostava de cantar. Ainda pequena começou a cantar em bares da cidade para ajudar a família; Sobre isso ela disse: "Eu odiava ir a bares e estar com bêbados. Mas eu amava a música e então escolhi sobreviver." Aos 13 anos, ela se apresentou no programa Tommy Hunter Show da CBC. e também virou vocalista de uma banda local chamada Longshot, que fazia covers de músicas populares. No início da década de 1980, ela trabalhou no negócio de reflorestamento que seu pai adotivo abriu no norte de Ontário. Ela se formou no ensino médio em junho de 1983. Após o fim da banda Longshot, ela foi abordada por uma banda chamada Flirt e excursionou por Ontário com eles.
Em 1º de novembro de 1987, seus pais voltavam de carro de uma plantação quando numa curva, um trator cheio de madeira vinha em contramão; Com a colisão eles morreram na hora. Shania interrompeu a carreira e assumiu a responsabilidade de criar os três irmãos mais novos, já que sua irmã mais velha já tinha família. Ela mudou-se com os irmãos para Huntsville, para trabalhar num resort. Após quatro anos, seus irmãos se formaram no ensino médio e foram morar sozinhos; Sobre esse fase de sua vida ela afirmou: “Me sentia uma mulher de 45 anos aos 21.” No inicio da década de 1990, ela gravou uma fita demo com suas músicas e com alguns contatos feitos durante os anos se apresentado, conseguiu um empresário que a ajudou apresentar seu material aos executivos de gravadoras. Após alguns meses de espera e algumas propostas, a Mercury Records de Nashville ofereceu a Shania um contratou de gravação.

### 1992–1994:Shania Twain
Em 1992, ela se mudou para Nashville e assinou o contrato com a Mercury; A gravadora a aconselhou alterar o seu nome, então, ela tornou-se Shania Twain, um nome Ojibway que significa "Estou no meu caminho". Antes do lançamento de seu próprio álbum, ela fez backing vocals para outros artistas da Mercury.
Seu álbum de estreia intitulado, Shania Twain, foi lançado em 20 de abril de 1993. Shania não teve controle criativo do álbum, por isso suas composições ficaram de fora, ela apenas co-escreveu a faixa, "God Ain't Gonna Getcha for That". O álbum alcançou a posição 67 na parada Top Country Albums dos EUA; Embora não tenha tido uma venda significativa na época, o sucesso futuro de Shania gerou interesse do publico em seus trabalhos anteriores, o que fez o álbum vender de mais de 1 milhão de cópias nos EUA, e ser certificado como platina em 1999, pela Recording Industry Association of America (RIAA). O álbum fez mais sucesso na Europa, onde ela ganhou o prêmio "Estrela em Ascensão do Ano" da Country Music Television Europe. O álbum rendeu três singles: "What Made You Say That", "Dance with the One That Brought You" e "You Lay a Whole Lot of Love on Me".
Quando o produtor de rock Robert John "Mutt" Lange, ouviu as músicas originais de Shania, ele se ofereceu para produzir e escrever músicas com ela. Depois de muitas conversas telefônicas, eles se encontraram na Feira de Fãs de Nashville em junho de 1993. Eles se tornaram muito próximos em poucas semanas, culminando em seu casamento em 28 de dezembro de 1993. 

### 1995-1996:The Woman in Me
Seu segundo álbum de estúdio, The Woman in Me, foi lançado em 7 de fevereiro de 1995. Shania e Robert co-escreveram quase todas as músicas, exceto uma. As músicas de Shania falam sobre a força feminina, deram uma nova cara às tradicionais músicas country. O primeiro single do álbum, "Whose Bed Have Your Boots Been Under?" foi para o nº 11 na parada country da Billboard, seguido por seu primeiro single nº 1 na parada country, "Any Man of Mine", que também atingiu o Top 40 na Billboard Hot 100. Ela teve mais sucessos, incluindo a faixa-título que alcançou a posição nº 14 e três sucessos nº 1: "(If You're Not in It for Love) I'm Outta Here!", "You Win My Love" e "No One Needs to Know", que entrou para a trilha sonora do filme Twister de 1996. 
O álbum liderou a lista de álbuns country mais vendidos por meses, alcançando o número cinco na Billboard 200 dos álbuns mais vendidos nos Estados Unidos. Até 2007, estimava-se que o álbum teria vendido 13 milhões de cópias somente nos Estados Unidos e recebeu doze discos de platina da RIAA. The Woman in Me ganhou o Grammy de Melhor Álbum Country, bem como o prêmio da Academy of Country Music de Álbum do Ano e Melhor Nova Vocalista Feminina. em 1996. O trabalho também rendeu dois American Music Awards de Melhor Cantora Country e de Cantora Country Revelação e um World Music Awards de Melhor Artista Feminina de Country.

### 1997–2001:Come On Over

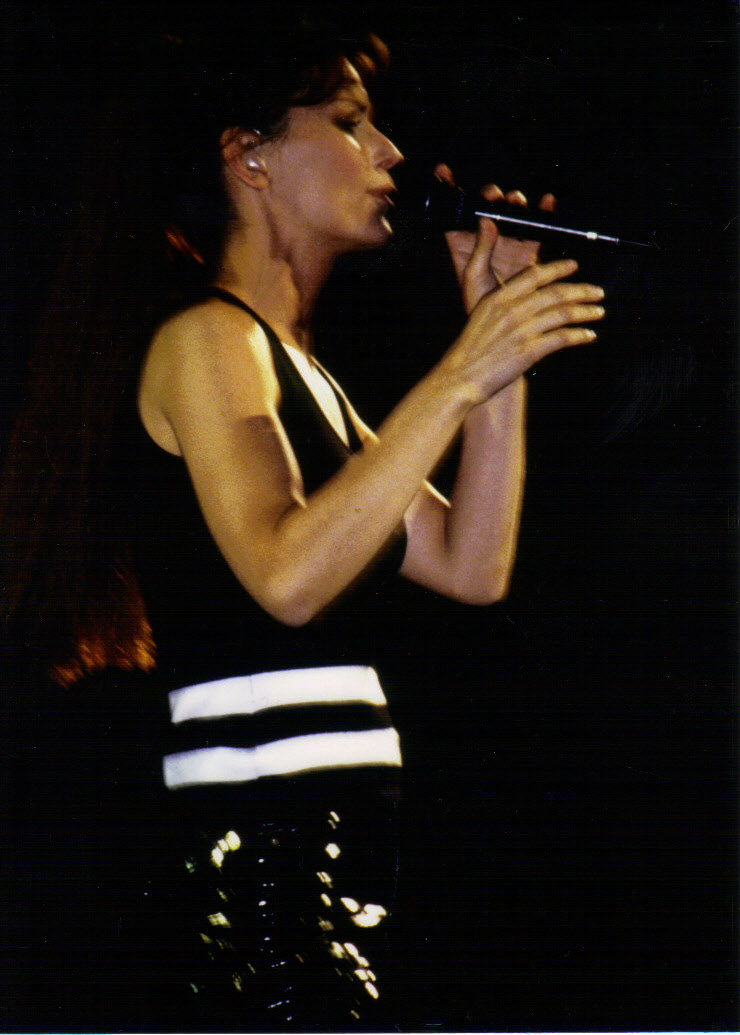
Shania durante a "Come On Over Tour", em 1999.

Em 4 de novembro de 1997, Shania lançou seu terceiro álbum de estúdio, Come on Over. Das dezesseis faixas do álbum, doze foram lançadas como singles, incluindo os sucessos: "You're Still the One", "Don't Be Stupid", "You've Got a Way", "Man! I Feel Like a Woman", "That Don't Impress Me Much" e "From This Moment On". O álbum alcançou a 2ª posição na Billboard 200 e estabeleceu o recorde de maior permanência no Top 20 da Billboard 200, com 99 semanas, e também passou 50 semanas em primeiro lugar na parada Top Country Albums. No Reino Unido, ficou em primeiro lugar na UK Albums Chart por 11 semanas e tornou-se o álbum mais vendido do ano por lá.
Come On Over foi um sucesso comercial, vendendo mais de 40 milhões de cópias em todo o mundo, tornando-se o álbum mais vendido de todos os tempos por uma artista feminina, o que rendeu o registro no Guinness World Records. É também o nono álbum mais vendido nos EUA, o oitavo álbum mais vendido do mundo de todos os tempos, o álbum mais vendido por um artista canadense e o álbum country mais vendido da história. A Recording Industry Association of America (RIAA) certificou o álbum com diamante duplo por 20 milhões de unidades vendidas nos EUA. A Music Canada (MC) certificou Come On Over como diamante duplo por 2 milhões de unidades. No Brasil, foi certificado como ouro por 100.000 cópias. As canções "You're Still the One" e "Man! I Feel Like a Woman!", ganharam quatro prêmios Grammy em 1999, incluindo Melhor Canção Country e Melhor Performance Feminina Country; O álbum também foi indicado a Álbum do Ano e Melhor Álbum Country. O videoclipe de "You're Still the One", foi indicado ao MTV Video Music Awards de 1998 de Melhor Vídeo Feminino, tornando-a a primeira artista country feminina indicada ao VMA.
A consolidação de Shania no pop comercial foi evidente em sua aparição na primeira edição do VH1 Divas em 1998, um concerto onde ela cantou ao lado de Mariah Carey, Celine Dion, Gloria Estefan e Aretha Franklin. Em maio de 1998, Shania começa sua primeira turnê de mundial, Come On Over Tour. A turnê foi vista por mais de dois milhões de espectadores e arrecadou mais de 80 milhões de dólares, sendo uma das turnês mais bem sucedidas já realizada por uma artista feminina. Em 7 de dezembro de 1999, foi lançado em VHS e DVD o registro da turnê, intitulado, Shania Twain: Live; Foi filmado em 12 de setembro de 1998, em Dallas, Texas, e transmitido ao vivo pela DirecTV. O vídeo foi certificado como platina pela RIAA, por 100.000 cópias vendidas nos EUA.
Em 12 de agosto de 2001, Shania deu à luz a seu filho, Eja D'Ângelo Edwards Lange.

### 2002–2003:Up!

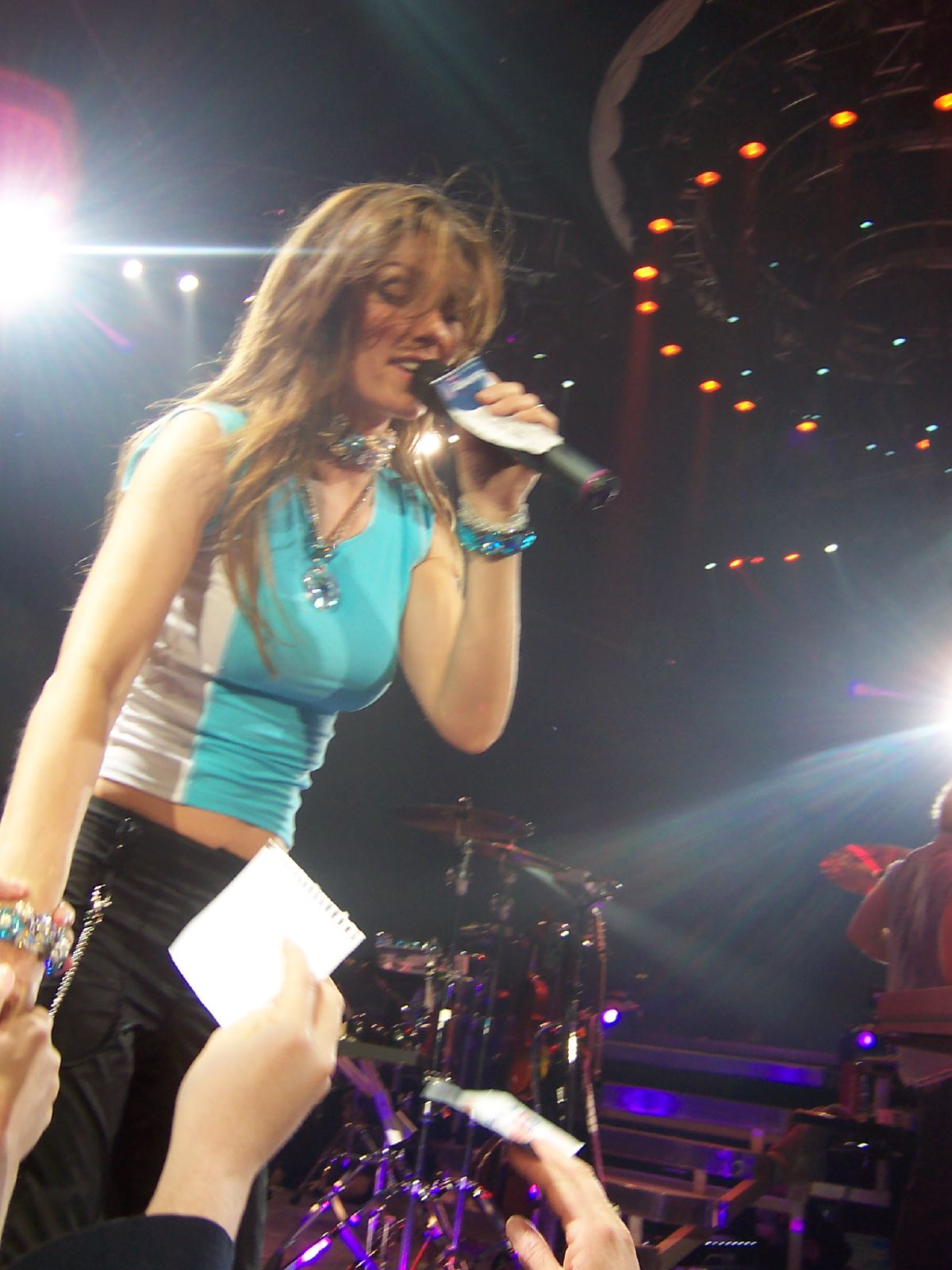
Shania durante show da "Up! Tour", em 2003.

Após uma pausa na carreira, Shania retornou as paradas com seu quarto álbum de estúdio, Up!. Três versões do álbum foram lançadas: uma versão pop (disco vermelho), uma versão country (disco verde) e uma versão no estilo de música indiana (disco azul). Up! foi lançado em 19 de novembro de 2002, estreado em primeiro lugar na Billboard 200 e na Top Country Albums, vendendo 874.000 cópias, apenas na primeira semana. Permaneceu no topo por cinco semanas. Se tornou o álbum country mais vendido de 2003 nos EUA e o terceiro no geral.
O primeiro single do álbum, "I'm Gonna Getcha Good!", foi um top 10 na Billboard Hot Country Songs e alcançou o Top 40 nas paradas pop. A versão pop alcançou a quarta posição no Reino Unido. O single seguinte foi a faixa-título, que alcançou o Top 15 nas paradas country dos EUA e 63ª posição nas paradas pop. O terceiro single oi "Ka-Ching!", que fez sucesso nos mercados europeus, alcançando a primeira posição na Alemanha e Áustria. O quarto single, "Forever and for Always", alcançou a 20ª posição na Billboard Hot 100, 4 na parada country e atingiu o topo da parada Adult Contemporary. Os outros singles do álbum foram "Thank You Baby! (For Makin' Someday Come So Soon)", "She's Not Just a Pretty Face", "When You Kiss Me" e "It Only Hurts When I'm Breathing". Todos os oito singles tiveram videoclipes. 
Em 23 de setembro de 2004, a RIAA certificou Up! onze vezes platina (Diamante), por 5,5 milhões de cópias vendidas, tornando-a a única artista feminina a ter três álbuns de diamante consecutivos lançados nos Estados Unidos. No Canadá, o álbum estreou em primeiro lugar, com vendas de 150.000 cópias e também foi o álbum mais vendido por lá no ano de 2002, com 580.690 cópias. Foi certificado como diamante no Canadá 17 dias após seu lançamento, e em 2015, recebeu outro certificado, com um total de 1.144.000 de cópias. No Reino Unido, foi certificado pela BPI como platina dupla por 791.728 cópias. No Brasil, foi certificado como platina por 125.000 cópias. Ao todo, vendeu mais de 10 milhões de cópias mundialmente. 

Em 26 de janeiro de 2003, ela se apresentou no show do intervalo do Super Bowl XXXVII, cantando "Man! I Feel Like a Woman!" e "Up!", Em 2003, ela iniciou sua segunda turnê mundial, Up! World Tour.

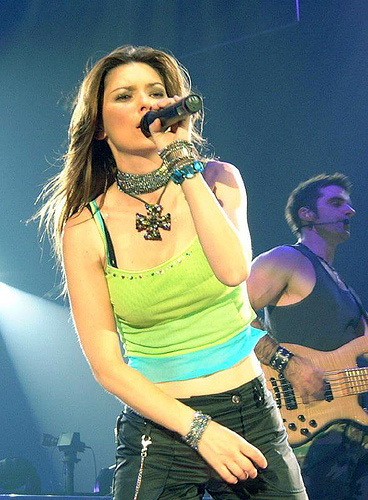
Shania em Wembley, Reino Unido, em 2004.

### 2004–2010:Greatest Hits
Em 8 de novembro de 2004, Shania lançou seu primeiro álbum de grandes sucessos, Greatest Hits, com três novas faixas, "Party for Two", "Don't!" e "I Ain't No Quitter". O Greatest Hits foi um sucesso comercial; estreou em primeiro lugar na Top Country Albums e em segundo lugar na Billboard 200, com 530.000 cópias vendidas, permanecendo lá por onze semanas consecutivas. Também foi o álbum country mais vendido nos EUA em 2005, e foi certificado como Diamante no Canadá, 4x platina nos EUA e 3x platina no Reino Unido. Além disso, foi reconhecido pelo Guinness World Records como o álbum de maiores sucessos de venda mais rápida de uma artista feminina nos Estados Unidos. Até dezembro de 2019, o álbum havia vendido 4,4 milhões de cópias nos EUA.
Em agosto de 2005, Shania lançou o single "Shoes", para a trilha sonora da série Desperate Housewives. No final de 2006, ela e Anne Murray gravaram uma versão em dueto do sucesso de Murray, "You Needed Me", para o álbum, Anne Murray Duets: Friends & Legends. Em junho de 2009, Shania escreveu uma carta aos seus fãs, explicando o motivo do atraso de seu próximo álbum. Em 2010, ela participou do revezamento da tocha olímpica dos Jogos Olímpicos de Inverno em Vancouver, carregando-a em sua cidade natal, Timmins, Ontário.

### 2011–2015: Residência em Las Vegas e Turnê

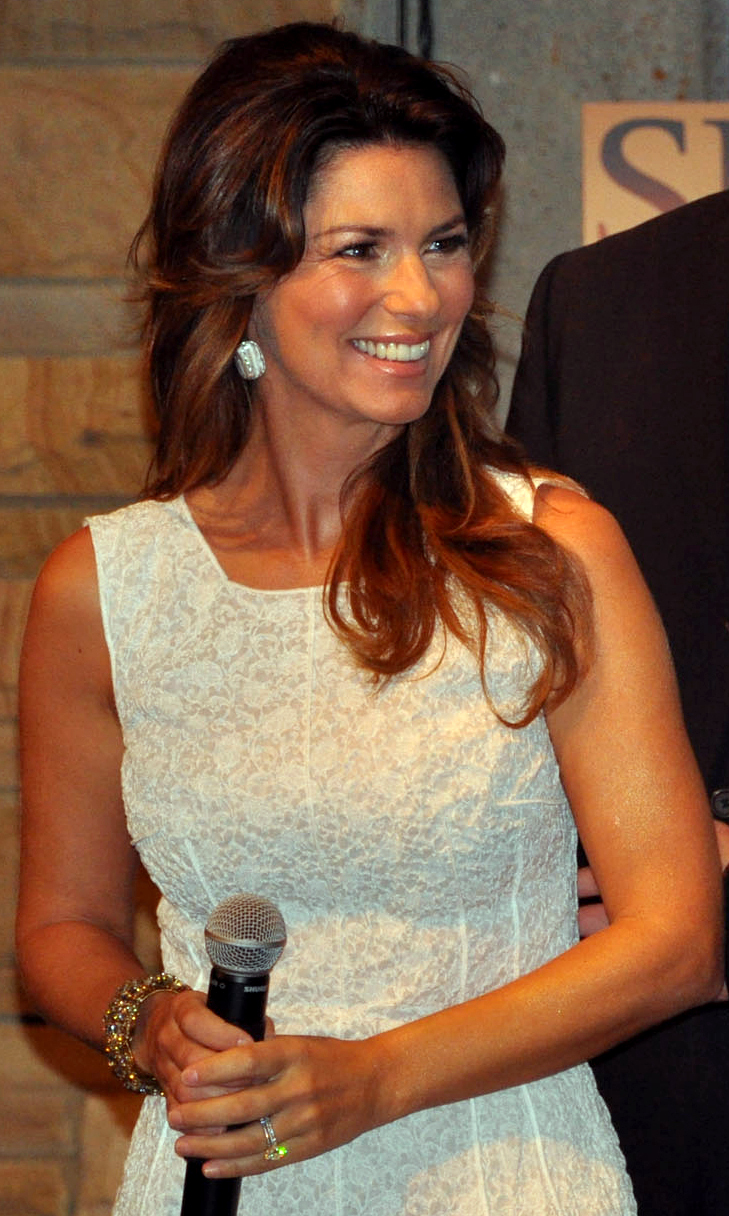
Shania anunciando sua residência em Las Vegas, em 2011.

Em 8 de maio de 2011, Shania fez um documentário para a OWN, intitulado Why Not? With Shania Twain, que abordou sua voltar aos palcos, depois de ter perdido parte da voz devido a um problema de saúde chamado disfonia. Em 12 de junho, ela lançou seu primeiro single em seis anos, "Today is Your Day". Ela gravou um dueto de "Endless Love" com Lionel Richie para o álbum do Lionel, "Tuskegee" e um dueto da canção "White Christmas" com Michael Bublé, para o álbum de Natal de Michael.
Em 3 de maio de 2011, Shania lançou a sua autobiografia, intitulada: "From This Moment On".. Segundo Shania o livro não é recomendado a menores de 16 anos devido ao conteúdo. O livro entrou para a lista de best-sellers do New York Times. Em 8 de junho de 2011, em uma conferência no Country Music Hall of Fame, em Nashville, Shania anunciou uma residência de dois anos no Caesars Palace, em Las Vegas, intitulada, "Still the One", que ocorreu de 1º de dezembro de 2012 a 13 de dezembro de 2014.
Em 2015, Shania saiu em turnê pela América do Norte com a Rock This Cowntry Tour. No mesmo ano, lança o CD/DVD/Blu-Ray Shania - Still the One Live From Vegas, gravado durante a sua residência em Las Vegas.

### 2016–2021:Nowe segunda residência em Las Vegas
Em 2016, ela confirmou estar preparando um álbum de inéditas para 2017. Em abril de 2017, Shania se apresentou no Stagecoach, onde cantou pela primeira vez "Life's About to Get Good", o primeiro single de seu novo álbum. Em julho do mesmo ano, é lançada a versão oficial da música, e ainda, a notícia de que o álbum seria lançado em setembro, além do segundo single: "Poor Me". Em agosto, ela lança mais um single, "Swingin' With My Eyes Closed" e anuncia uma turnê mundial para 2018.
Em 29 de Setembro de 2017, é lançado Now, o primeiro álbum de Shania em 15 Anos, e o quinto de sua carreira. Now desbancou os álbuns de Demi Lovato e Miley Cyrus, lançados no mesmo dia, ficando na primeira posição da Billboard 200. Em maio de 2018, Shania lança a turnê mundial Now Tour, que se estendeu até 22 de dezembro, incluindo na rota pela primeira vez a América do Sul, onde fez uma única apresentação para 55 mil pessoas no Brasil, na 63ª edição da Festa do Peão de Barretos, sendo esse o maior público de toda a turnê.
Em junho de 2019, Shania anuncia seu retorno a Vegas com a Residência Let's Go, que será realizada no Zappos Theater, e abrangerá cerca de 23 shows entre dezembro de 2019 e junho de 2020.

### 2022–presente:Not Just a Girl,Queen of Mee terceira residência em Las Vegas
Em julho de 2022, um documentário intitulado Not Just A Girl, é lançado na Netflix. Simultaneamente é lançado um álbum de compilação, Not Just a Girl (The Highlights), apresentando dezessete sucessos, além da nova faixa-título. Em 23 de setembro de 2022, Twain assinou com a Republic Nashville e lançou "Waking Up Dreaming" como o single de seu sexto álbum de estúdio, Queen of Me.   
Em 5 de janeiro de 2023, ela lançou o segundo single do álbum, "Giddy Up!". Queen of Me foi lançado em 3 de fevereiro de 2023 e estreou na 10ª posição na Billboard 200, e no segundo lugar na Billboard Top Country Albums, com 38.000 unidades vendidas. No Canadá, estreou em segundo lugar na parada de álbuns canadense. No Reino Unido, estreou no topo da parada de álbuns, tornando-se seu terceiro álbum número um no país. Em 22 de outubro de 2022, Twain anunciou a turnê Queen of Me pela América do Norte e Europa com 76 datas. Ela participou do single "Unhealthy" de Anne-Marie, lançado em 18 de maio de 2023. A música alcançou a posição 18 na UK Singles Chart. Em 15 de agosto de 2023, ela anunciou sua terceira residência em Las Vegas, Shania Twain: Come On Over - The Las Vegas Residency - All The Hits!, que ocorreu de maio a dezembro de 2024. Em março de 2024, para comemorar o 65º aniversário do Dia Internacional da Mulher, ela foi uma das várias celebridades femininas que tiveram sua imagem transformada em bonecas Barbie. Em 2 de setembro de 2024, ela anunciou que estenderia sua residência em Las Vegas, no Planet Hollywood Las Vegas com nove shows finais ocorrendo em janeiro e fevereiro de 2025.
Em maio de 2025, Twain anunciou uma turnê limitada de shows de verão pelos Estados Unidos e Canadá, de julho a agosto.

## Vida Pessoal

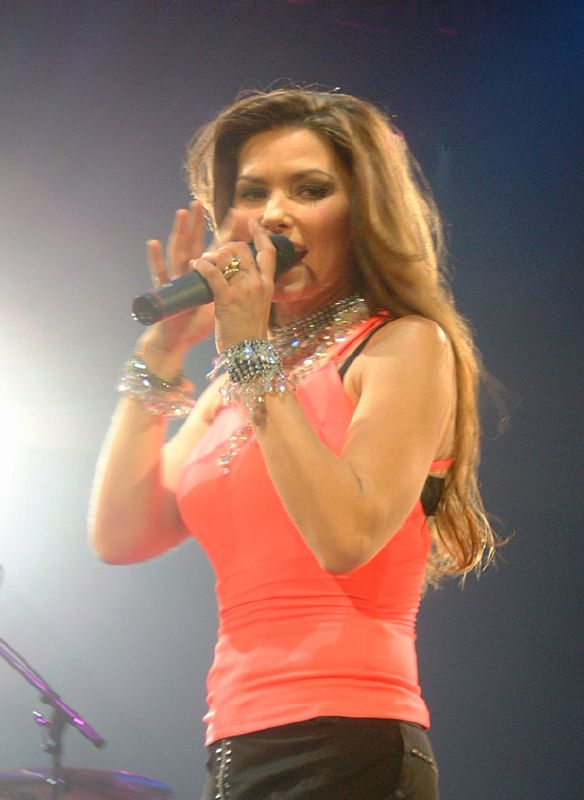
Shania Twain em concerto, 2004.

Shania Twain casou-se com o produtor musical Robert Lange em 28 de dezembro de 1993 e tiveram um filho chamado Eja D'Angelo, que nasceu em 12 de agosto de 2001. Em 15 de maio de 2008, um porta-voz da Mercury Nashville anunciou que Twain e Lange se separaram após 14 anos de casamento. O casal anunciou publicamente o divórcio, motivado pela descoberta por Shania de caso extraconjugal de "Mutt" com uma ex-secretária sua: Marie-Anne Thiébaud.
Dois anos depois de anunciar sua separação, a cantora Shania Twain se divorciou do produtor Robert "Mutt" Lange. O processo de divórcio, como mostrado por documentos oficiais, foram resolvidos em 9 junho de 2010 na Suíça; e inicia um romance com Frédéric Thiébaud, ex-marido de Marie-Anne.
No mesmo ano, Shania envolveu-se num projeto social o Shania Kids Can, um projeto que ela criou para ajudar as crianças.
Após o divórcio atribulado, Shania casou-se a 1 de janeiro de 2011 em Rincón, Porto Rico, com Frédéric Thiébaud.

## Filantropia
Shania contribui para o Second Harvest Food Bank desde 1997. Participa também no programa Kids Café do Second Harvest Food Bank. Em 1996, Shania escreveu o tema "God Bless the Child" e lançou uma versão especificamente para angariar dinheiro para o o programa "Breakfast for learning" da fundação Canadian Living. Em 1999, ela visitou os sobreviventes do Massacre de Columbine e doou os lucros de seu show de 11 de maio. Quando Shania lançou o perfume "Shania by stetson", lançou uma edição especial da qual os lucros reverteram a favor da fundação "National Breast Cancer" dos EUA e do Canadá.

## Carreira como compositora
Além de compor suas próprias canções, Shania Twain também fez sucesso compondo músicas para outros artistas. Ela compunha as músicas If Walls Could Talk e Goodbye's para Celine Dion e Don't Let Me Be The Last To Know para Britney Spears.

## Discografia
- Shania Twain (1993)
- The Woman in Me (1995)
- Come on Over (1997)
- Up! (2002)
- Now (2017)
- Queen of Me (2023)

## Turnês mundiais
- Come On Over Tour - 1998/1999
- Up! World Tour - 2003/2004
- Shania: Still the One - 2012/2014
- Rock This Country! Tour - 2015
- Now Tour - 2018
- Let's Go! - 2019/2020

## Prêmios e Honras

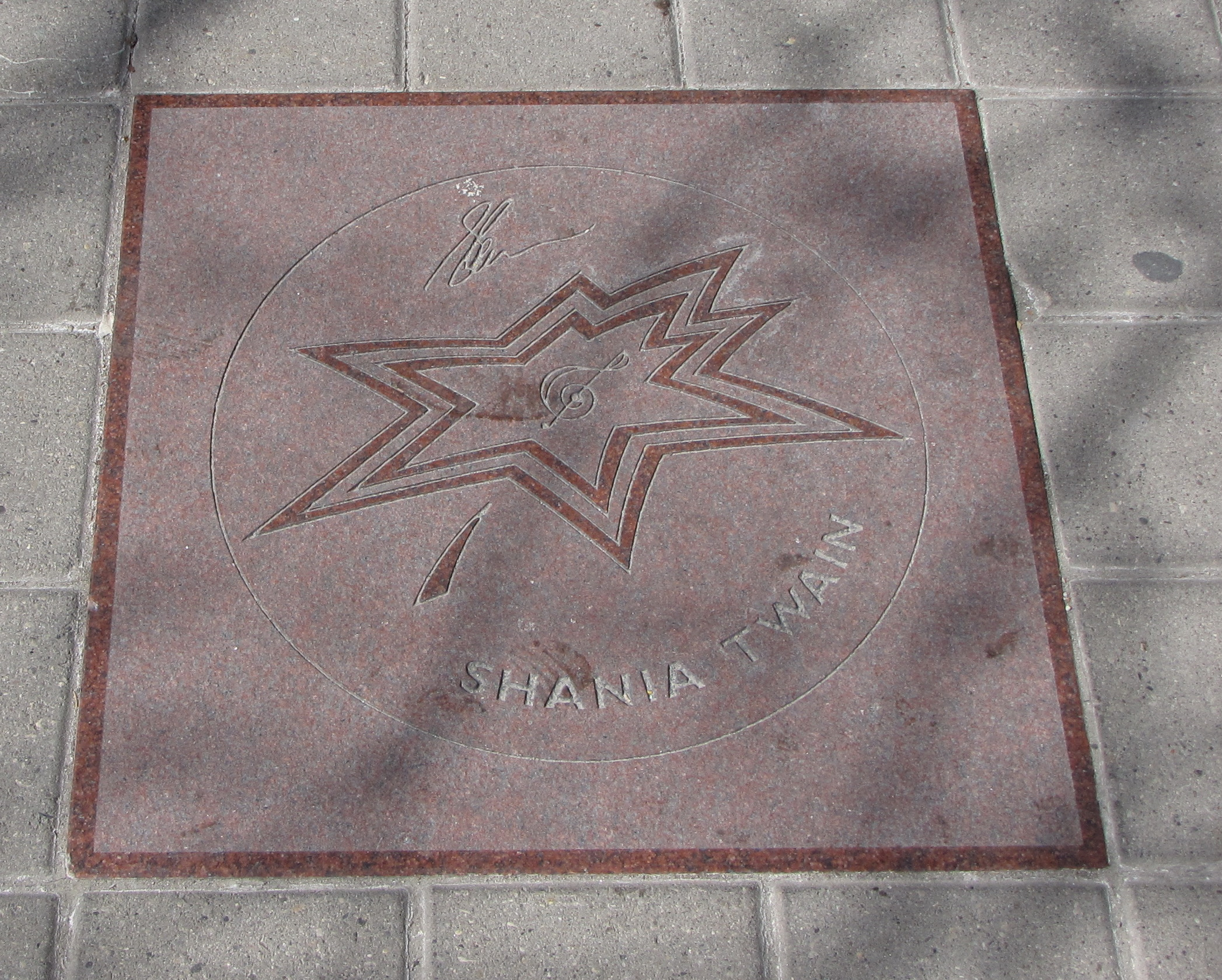
Estrela de Shania Twain na Calçada da Fama do Canadá.

Shania Twain já ganhou mais de 200 prêmios e honrarias durante a sua carreira, foi nomeada para 18 Grammys tendo ganho 5 Grammys, dentre esses estão:
- Prêmio Entertainer of the Year 1999 no Country Muisic Awards e no Academy of Country Music, sendo o primeiro cidadão não-americano a ganhar esse prêmio (a categoria Entertainer of the Year é o mais importante prêmio que um artista country poderia receber).
- Shania ficou no Top 7 do Country Music Television entre as 40 maiores mulheres da música Country, eleita em 2002
- Em 2003 Shania entrou para a Calçada da Fama do Canadá.
- Em 2005 Shania foi investida como oficial da Ordem do Canadá.
- A cidade de Timmins (localizada em Ontário no Canadá, onde Shania viveu durante toda a sua infâcia), rebatizou uma das ruas principais em homenagem a ela, lhe deu a chave da cidade, e construíram a Shania Twain Centre em sua honra.
- Shania recebeu um prêmio especial no Juno Awards, sendo introduzida no Canadian Music Hall of Fame em 27 de março de 2011.
- Em 2 de junho de 2011, Shania recebe sua estrela na Calçada da Fama de Hollywood, sua estrela é a 2442ª da Calçada da Fama, na categoria gravação.
- A Rolling Stone incluiu o álbum Come on Over, em sua lista dos "500 Maiores Álbuns de Todos os Tempos", na posição 300.[88] A mesma publicação posteriormente colocou o álbum na oitava posição em sua lista dos "100 Maiores Álbuns Country de Todos os Tempos".[89] A National Association of Recording Merchandisers (NARM), em conjunto com o Rock and Roll Hall of Fame, classificou o álbum na posição 21 na lista "Definitive 200 Albums of All Time".[90]

## Músicas em Trilha Sonora de Novela no Brasil
- "The Woman in Me" - "O Rei do Gado" (1996)[91]
- "You're Still The One" - "Corpo Dourado" (1998)[92]
- "From This Moment On" - "Meu Bem Querer" (1998)[93]
- "Man! I Feel Like a Woman!" - "Laços de Família" (2000)[94]
- "Don't" - América (2005)[95]

## Versões
- "A Mulher em Mim" (The Woman in Me), versão gravada por Roberta Miranda.
- "Etc e Tal"  (Any Man Of Mine), versão gravada por Sandy & Junior.